# Ilha Calicoan
Calicoan é uma ilha das Filipinas, a leste do golfo de Leyte, mesmo junto ao extremo sudeste de Samar. É uma das ilhas que fazem parte da localidade de Guiuan, na província de Samar Oriental. A ilha tem acesso a partir de Tacloban por autocarro, num percurso de 2 horas. Tem 4 km2.
Calicoan tem excelentes praias de areia branca com fundos rochosos. No meio da ilha há seis lagoas rodeadas por floresta, a maior das quais com 30 ha de área. Há dezenas de grutas, e também zonas húmidas onde crescem peixes, camarões e caranguejos.